# Routa (heraldika)

Červená routa na stříbrném poli

Routa v heraldice je heroldská figura, geometrický obrazec ve tvaru routy (kosočtverce). Analogicky se používá též ve vexilologii. V symbolické rovině routa připomíná pomíjejícnost a nerovnost všeho pozemského. Routový věnec je symbolem trnité koruny Kristovy.

## Routa
Tvar a velikost routy není předmětem heraldického popisu, takže může být velmi úzká a naopak velmi široká až do podoby nakoso postaveného čtverce. Konkrétní vyobrazení rout závisí na daných prostorových podmínkách plochy štítu nebo pole.
Zpravidla je zobrazena jako routa volná, která se nedotýká okraje štítu nebo pole. Může být ale také routa dotýkající se, nebo pokud se dotýká všech okrajů štítu, užívá se termín routa vepsaná. Routa je v základním provedení orientována podle vertikální osy. Pokud je orientována podle horizontální osy, nazývá se routa položená, podobně může být i routa kosmá nebo routa šikmá.
V základním vzhledu má routa jednu tinkturu odlišnou od tinktury štítu. Známe ale také routu prázdnou (jejíž vnitřní plocha je stejná jako plocha štítu) nebo routu lemovanou  (po obvodu je lem, jehož tinktura je odlišná od tinktury routy i štítu).

Routa může být na štítu nebo v poli jedna nebo jich může být větší počet.

Zelená routa na stříbrném poli – znak obce Vieillevigne ve Francii
Znak obce Alarba v Aragonii
Vlajka amerického státu Arkansas s položenou routou, lemovanou pásem s hvězdami
Vlajka Brazilského císařství s vepsanou položenou routou se státním znakem
Dvě routy na znaku obce Aguts ve Francii
Tři routy na vlajce Svatého Vincence a Grenadin
Na znaku obce Fronhausen v Hesensku symbolizuje sedm rout sedm místních částí
Tři routy na kůlu ve znaku obce Borth v Severním Porýní-Vestfálsku

## Routování
Od routy je odvozen termín routování, který se používá, pokud je plocha štítu nebo heraldická figura pokryta routami, které se vzájemně dotýkají. Za základní považujeme polohu, při níž je štít, pole nebo heraldická figura pokryta řadami postavených rout. Počet řad může být v popisu uveden.
Speciálním případem je bavorské routování, což je stříbrno-modré kosmé routování, vycházející ze znaku a vlajky Bavorska. Bavorská vlajka má dvě verze, jednu s bílým a modrým pruhem, druhou routovanou, ale v praxi je oblíbená routovaná vlajka (často se používá i verze se státním znakem), která je pro bavorsko typická, a toto heraldické routování se přejímá i do různých jiných dekorativních použití, symbolizujících bavorskou identitu.  

Jsou-li heraldické figury sestaveny z rout, používá se termín routový. Takto mohou být zobrazeny především heroldské figury břevno, kůl, krokev nebo oblouk.

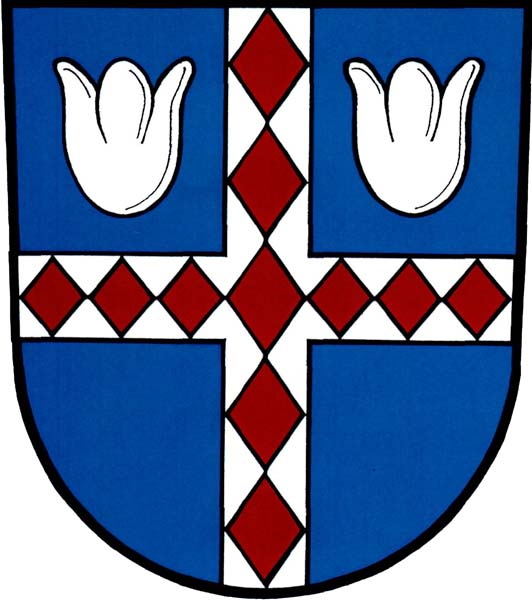
Znak obce Roudno – stříbrný, červeně routovaný heroldský kříž
Routované břevno ve znaku obce Carsan ve Francii
Malý státní znak Bavorska s bavorským routováním
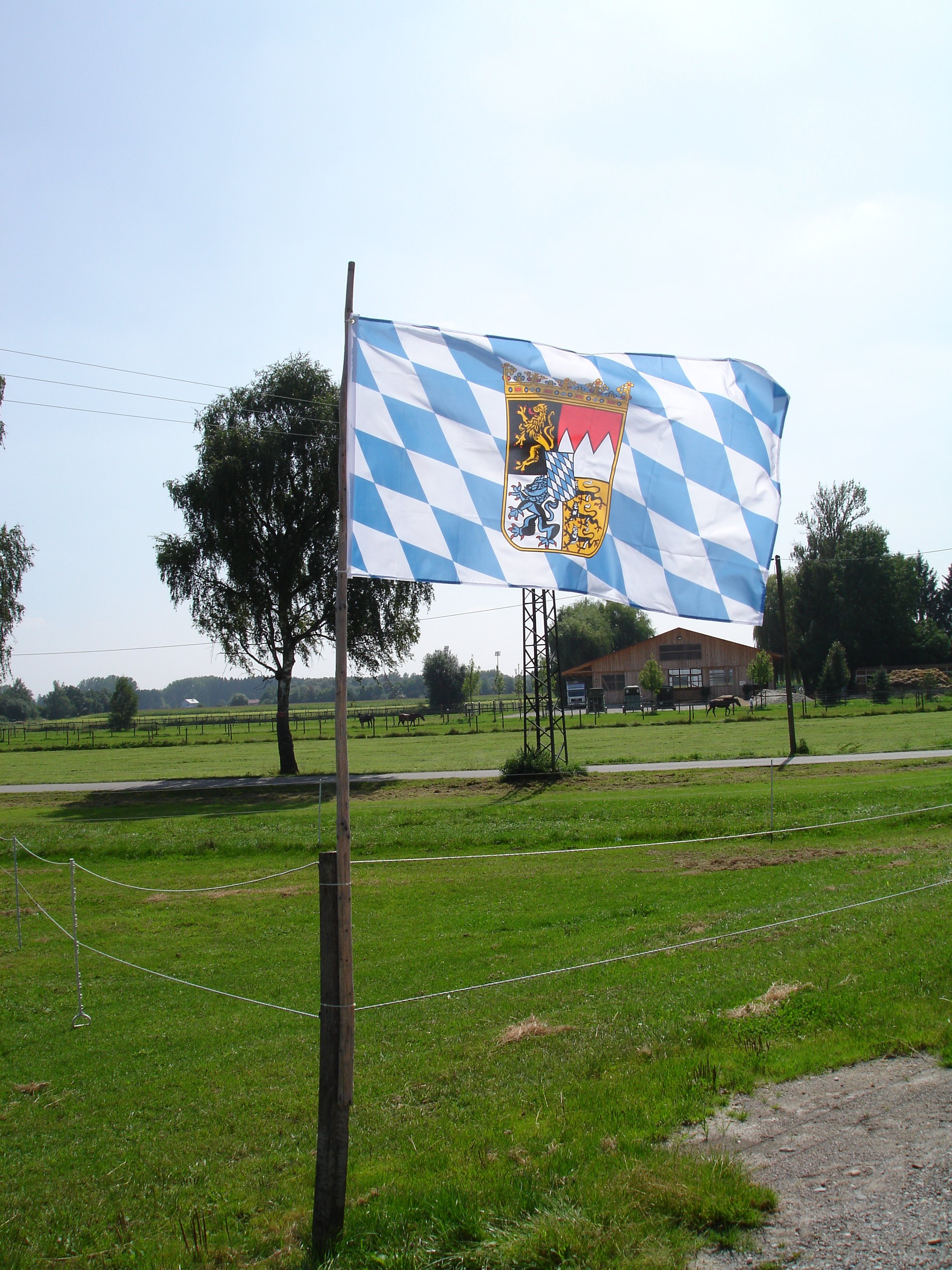
Routovaná bavorská vlajka
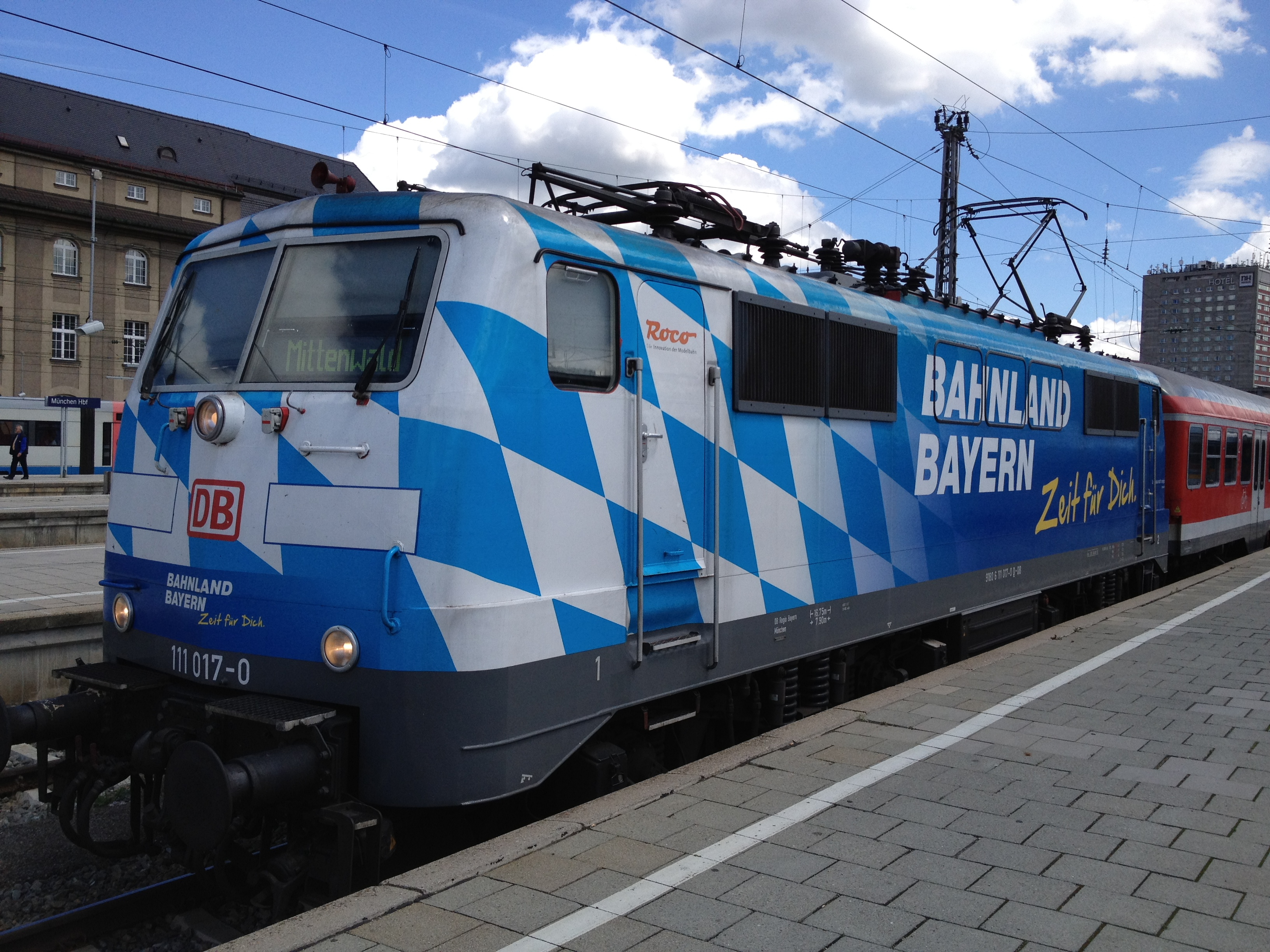
Bavorské routování na lokomotivě Deutsche Bahn
Routovaná je také jedna verze Monacké vlajky
Routový kříž v erbu rodiny Stawell

## Routový štít
Routa se může použít také jako tvar štítu. Routový štít má tvar kosočtverce a je nazýván také dámským štítem. Do 13. století byl v západní Evropě užíván i pro muže, ale později se (nejprve ve Francii a Anglii) zavedl jako štít výhradně používaný pro znaky žen. Zejména se používá pro znaky neprovdaných žen nebo vdov, zatímco provdané ženy přejímají znak manžela nebo znak zkombinovaný ze svého znaku a znaku manžela.

Od tvaru routy, tedy kosočtverce, používaného pro heraldické znaky žen, pochází podle názoru některých badatelů symbol kosočtverce znázorňující ženské přirození.

Znak Catherine Middleton před svatbou s Princem Williamem, vévodou z Cambridge
Routový štít ve znaku Markéty Parmské
Routový štít Charlotty Belgické jako císařovny mexické

## Routová koruna
Zvláštní ustálenou figuru představuje routová koruna neboli routový věnec (z německého Rautenkrantz). Je to rozvinutá korunní obroučka s listy, zpravidla zelená. Obvykle je kosmá a často bývá prohnutá k levému hornímu rohu štítu, ale někdy je jen kosmá.
Routová koruna je součástí erbu saských vévodů z rodu Wettinů a zemského znaku Svobodného státu Sasko. Od toho odvozeno mnoho znaků měst a obcí v Německu, u nás například Nová Paka. Také v erbu pánů z Velhartic. 

Většinou se nezobrazuje přímo s routami; označení routová pochází ze středověké terminologie, kdy se jako routy označovaly i typické trojlisty na obroučce koruny, případně od toho, že původně se jednalo o stylizovaný vavřínový věnec (proto je zpravidla zelená), přičemž listy vavřínu připomínají listy botanické routy.

Zemský znak Saska
Znak města Nová Paka
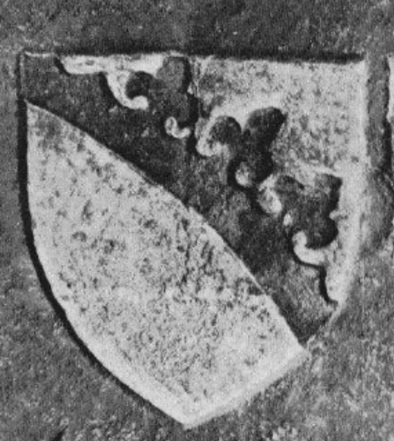
Erb Pánů z Velhartic